# Jeanne Hébuterne portréja
A Jeanne Hébuterne című festményt Amedeo Modigliani készítette 1919-ben. Az alkotás a New York-i Metropolitan Művészeti Múzeum gyűjteményének része.

## Keletkezése
Az olasz Modigliani 1906-ban költözött Párizsba, ahol bekapcsolódott a montmartre-i művészeti életbe. Művészetére erősen hatott Pablo Picasso és Constantin Brâncuși, valamint az olasz reneszánsz festészet. A portré modelljével, Jeanne Hébuterne-nel 1917 márciusában ismerkedett meg. A festő-szobrász és a 19 éves nő között szerelem alakult ki. Elköltöztek a Côte d’Azurre, ahol megszületett első gyerekük. 1919. májusban visszatértek Párizsba. A következő év január 24-én Amadeo Modigliani meghalt. Az állapotos Jeanne Hébuterne két nap múlva öngyilkos lett.
Kettőjük rövid kapcsolata alatt Modigliani több mint húsz alkalommal mintázta meg kedvesét, általában sűrű haját és kék szemét hangsúlyozva, ami a Metropolitan-múzeumban látható képen is megfigyelhető. Hébuterne a képen egy nagy székben ül és fehér ingmellett visel. Bal kézfejével az állát támasztja, mintha töprengeni valamin. Modiglianinak ezen a képén is megjelennek az őt igazán jellemző stíluselemek, az erős kontúrok, a hosszú, ovális arc és az elnyújtott test. Az aszimmetrikus kompozíció és a test elnyújtása a 16. századi olasz manierista festészetet idézi. A festmény olajjal készült, vászonra. Mérete 91,4 × 73 centiméter. A múzeum gyűjteményébe 1956-ban került a Spingold-házaspár ajándékaként.